# 2. deild Wysp Owczych (1981)
W roku 1981 odbyła się 38. edycja 2. deild Wysp Owczych – drugiej ligi piłki nożnej Wysp Owczych. W rozgrywkach brało udział 8 klubów z całego archipelagu. Klub z pierwszego miejsca awansował do 1. deild. W sezonie 1981 był to LÍF Leirvík. Klub z ostatniego miejsca spadał do 3. deild, a w roku 1981 był to TB II Tvøroyri.

## Uczestnicy
| Uczestnicy 2. deild Wysp Owczych 1980                                                                         | Uczestnicy 2. deild Wysp Owczych 1980 | Uczestnicy 2. deild Wysp Owczych 1980 | Uczestnicy 2. deild Wysp Owczych 1980 |
| --- | ------------------------------------- | ------------------------------------- | ------------------------------------- |
| Royn | Royn Hvalba                           | 2                                     |                                       |
| Fram | Fram Tórshavn                         | 3                                     |                                       |
| NSÍ | NSÍ Runavík                           | 4                                     |                                       |
| EB | EB Eiði                               | 5                                     |                                       |
| SÍ | SÍ Sørvágur                           | 6                                     |                                       |
| TB II | TB II Tvøroyri                        | 7                                     |                                       |
| Spadek z 1. deild Wysp Owczych 1980                                                                           |                                       |                                       |                                       |
| MB | MB Miðvágur                           | 8                                     |                                       |
| Awans z 3. deild Wysp Owczych 1980                                                                            |                                       |                                       |                                       |
| LÍF | LÍF Leirvík                           | 1                                     |                                       |
| Oznaczenia: - kolumna pierwsza – skróty nazw drużyn, - kolumna trzecia – miejsce zajęte w poprzednim sezonie. |                                       |                                       |                                       |

## Tabela ligowa
| Lp. | Drużyna             | M  | Z | R | P | Bramki | Bramki | Różn. | Pkt | Uwagi              | Bezpośrednio              |
| --- | ------------------- | -- | - | - | - | ------ | ------ | ----- | --- | ------------------ | ------------------------- |
| 1   | LÍF Leirvík (M) (A) | 14 | 6 | 6 | 2 | 23     | 14     | +9    | 18  | Awans do 1. deild  | MB – LÍF 1:1 LÍF – MB 3:1 |
| 2   | MB Miðvágur         | 14 | 6 | 6 | 2 | 32     | 23     | +9    | 18  |                    | MB – LÍF 1:1 LÍF – MB 3:1 |
| 3   | Fram Tórshavn       | 14 | 6 | 4 | 4 | 25     | 19     | +6    | 16  |                    |                           |
| 4   | SÍ Sørvágur         | 14 | 6 | 4 | 4 | 20     | 15     | +5    | 16  |                    |                           |
| 5   | Royn Hvalba         | 14 | 7 | 1 | 6 | 21     | 25     | −4    | 15  |                    |                           |
| 6   | NSÍ Runavík         | 14 | 5 | 4 | 5 | 17     | 15     | +2    | 14  |                    |                           |
| 7   | EB Eiði             | 14 | 2 | 5 | 7 | 16     | 26     | −10   | 9   |                    |                           |
| 8   | TB II Tvøroyri (S)  | 14 | 1 | 4 | 9 | 10     | 27     | −17   | 6   | Spadek do 3. deild |                           |